# Візлі
Дім Візлі -  (англ. Weasley) — англійська династія колись чистокровних чарівників у книжках Дж. Ролінґ про Гаррі Поттера. До 1930 року входили у «Священні 28» — 28 найчистокровніших чаклунських родин Великої Британії. 

## Родовід Дому Візлі
- Візлі, аристократичний рід
  -  Візлі, Батько Септимуса Візлі і його братів
    -  Візлі, Старший Брат Септимуса Візлі
      -  Візлі, аристократичний рід

    -  Візлі, Другий Брат Септимуса Візлі
      -  Візлі, аристократичний рід

    -  Візлі, Третій Брат Септимуса Візлі
      -  Візлі, аристократичний рід

    -  Візлі, Четвертий Брат Септимуса Візлі
      -  Візлі, аристократичний рід

    -  Візлі, П'ятий Брат Септимуса Візлі
      -  Візлі, аристократичний рід

    -  Візлі, Шостий Брат Септимуса Візлі
      -  Візлі, аристократичний рід

    -  Септимус Візлі, Батько Артура Візлі і його братів
      -  Візлі, Брат Артура Візлі
        -  Барні Візлі, Кузен дітей Артура Візлі

      -  Біліус Візлі, Брат Артура Візлі
      -  Візлі, Третій Брат Артура Візлі
      -  Візлі, Четвертий Брат Артура Візлі
      -  Візлі, П'ятий Брат Артура Візлі
      -  Візлі, Шостий Брат Артура Візлі
      -  Артур Візлі, Патріарх Дому Візлі
        -  Вільям Артур Візлі, Патріарх Дому Візлі
          -  Вікторія Візлі, Дочка Вільяма Візлі
          -  Домініка Візлі, Дочка Вільяма Візлі
          -  Луїза Візлі, Дочка Вільяма Візлі

        -  Чарльз Візлі, Патріарх Дому Візлі
        -  Персіваль Іґнатіус Візлі, Патріарх Дому Візлі
          -  Луссіль Візлі, Дочка Персіваля Візлі
          -  Моллі Візлі, Дочка Персіваля Візлі

        -  Фредерік Фабіан Візлі, Патріарх Дому Візлі
        -  Джордж Ґідеон Візлі, Патріарх Дому Візлі
          -  Фредерік Візлі, син Джорджа Візлі
          -  Роксанна Візлі, дочка Джорджа Візлі

        -  Рональд Біліус Візлі, Патріарх Дому Візлі
          -  Роза Ґрейнджер—Візлі, дочка Рональда Візлі
          -  Хьоґо Ґрейнджер—Візлі, син Рональда Візлі

        -  Джіневра Моллі Візлі—Поттер, Дочка Артура Візлі

## Історія Дому Візлі
Візлі — давній чистокровний Дім Чарівників. Можливо, вони далекі нащадки чи родичі самого Ґодрика Ґрифіндора по жіночій лінії. Це б пояснило б масову присутність Візлів у Ґрифіндорі: традиційно діти з Дому Візлі навчаються на Ґрифіндорі. Як і решта Чистокровних Домів Чарівників, Візлі розділяли ідею переваги чистокровності, проте їхня філософія відрізнялася поміркованістю у ставленні до маґлів, а також ідеєю, що чистокровних чарівників можна збільшити кількістю. Саме тому Візлі завжди намагалися народити якомога більше дітей, щоб було якомога більше зятів та невісток для Чистокровних Домів Британії. Таким чином Візлі своїм коштом хотіли збільшити кількість Чистокровних Чарівників в Британії. Поколіннями Візлі не лише масово розмножувалися, а й масово віддавали своїх дітей у шлюби з іншими Чистокровними Домами Чарівників. 
За це у 1930 році Дім Візлі внесли у список "Священні 28". Проте представник Дому Візлі Септимус Візлі заявив, що напевно в його роду все ж були маґли. За це інші Чистокровні Доми нарекли Родину Візлі Зрадниками Чаклунського Роду. Невідомо, чи нарекли Зрадниками Роду весь Дім Візлі, чи конкретно гілку роду, що походить від Септимуса Візлі. Своєю чергою Цедреллу Блек, яка була дружиною Септимуса Візлі, уже її рідний Дім Блеків охрестив Зрадницею Роду Блеків.